# Euxoa epictata
Euxoa epictata là một loài bướm đêm trong họ Noctuidae.